# Mela e Tequila - Una pazza storia d'amore con sorpresa
Mela e Tequila - Una pazza storia d'amore con sorpresa (Fools Rush In) è un film diretto da Andy Tennant, con protagonisti Matthew Perry e Salma Hayek.

## Trama
Tre mesi dopo avere casualmente passato una notte insieme, Isabel si presenta a Las Vegas a casa di Alex, lo informa di essere incinta e i due decidono di sposarsi secondo i canoni anonimi in uso a Las Vegas. I guai però cominciano proprio ora, perché Alex è un newyorchese incallito, che aspetta la grande occasione professionale per tornare in città, mentre Isabel è un'americana di origine messicana che non vuole lasciare la famiglia numerosa tutta sistemata nelle vicinanze. Quando l'occasione arriva, Alex decide di non rinunciare ma non dice niente alla moglie, ed anche i genitori arrivano a trovarlo non sapendo che si era sposato.
Gli equivoci durano poco, ma i contrasti di più: le due famiglie si incontrano e litigano, Alex e Isabel si lasciano, si riprendono, si lasciano di nuovo, lei va a casa della nonna, lui a New York. Quando lei sta per partorire, lui si precipita a casa, non la trova, la insegue nel deserto, la raggiunge mentre sta passando il confine sotto una pioggia torrenziale. Mentre parlano le si rompono le acque ed il bambino nasce sulla diga, Alex e Isabel decidono allora di mandare avanti la scommessa del loro amore, ripetendo il loro matrimonio davanti al sacerdote.

## Box office
Al box office negli Stati Uniti e in Canada, Fools Rush In ha incassato 29,5 milioni di dollari, e 13 milioni di dollari in altre regioni, per un totale mondiale di 42 milioni di dollari.